# عناكب الباب المسحور الرقيقة
عناكب الباب المسحور الرقيقة أو مقوسات العنق (الاسم العلمي: Cyrtaucheniidae)، فصيلة عناكب شائعة من رتيلاء الشكل.

## التوزيع
الفصيلة ممثلة بشكل جيد في أمريكا الجنوبية وإفريقيا. قد يحمل جنس لم يُحسم أمره في غرب الولايات المتحدة رقمًا قياسيًا في وجوده في المرتفعات بالنسبة لبقية الفصيلة، حيث عُثر عليه حتى أكثر من 11000 قدم (3400 متر). عُثر على جنس أنميسة فقط في آسيا الوسطى، ويمتد مقوس العنق من الجزائر شمالًا إلى إيطاليا، مع وجود نوع واحد في الولايات المتحدة الأمريكية. يستوطن جنس أنجكا في الغابة الضبابية في دوي إنتانون بتايلاند.